# YotaPhone
YotaPhone («Йотафон») — LTE-совместимый смартфон компании «Yota Devices», выпущенный в декабре 2013 года. Аппарат оснащен двумя экранами, функционирующими независимо. Первый экран — традиционный ЖКИ, второй экран — дисплей по технологии электронных чернил.
В декабре 2014 года вышла следующая версия телефона — YotaPhone 2.

## История

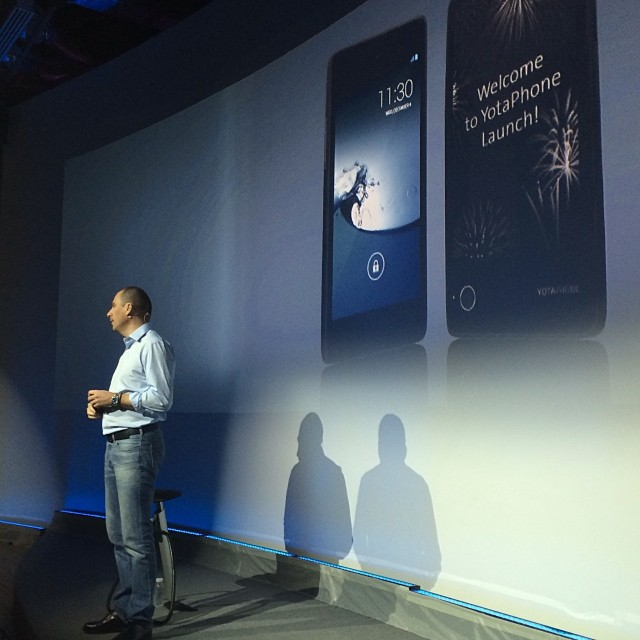
Владислав Мартынов, CEO Yota Devices на презентации Йотафона, 4 декабря 2013 года

В августе 2010 года генеральный директор компании «Скартел» Денис Свердлов, незадолго до запуска тестовой 4G-сети в стандарте LTE в Казани, рассказал о планах создания смартфона Yota для 4G-сети, который должен был появиться не раньше середины 2011 года.
В сентябре 2010 глава госкорпорации «Ростех» Сергей Чемезов на встрече с президентом России Дмитрием Медведевым заявил, что корпорация планирует выпустить собственный мобильный телефон с поддержкой сетей связи четвёртого поколения. На этой встрече Чемезов показал президенту прототип смартфона. Генеральный директор компании Скартел Денис Свердлов подтвердил эту информацию и уточнил, что этот телефон будет относиться к премиум-сегменту, с соответствующей для данного сегмента стоимостью, которая, как правило, составляет 25-30 тысяч рублей.
В середине 2011 года компания «Скартел» сообщила, что старт производства нового телефона откладывается из-за отсутствия в России сетей LTE.
Мировая премьера смартфона состоялась на Международной выставке потребительской электроники CES-2013 в Лас-Вегасе, где YotaPhone победил в номинации «Мобильные устройства».
Инвестиции Yota Devices в создание глобального бизнеса и двух моделей смартфона YotaPhone составили около $50 млн, вкладывались только частные средства. На самоокупаемость проект выйдет через год-полтора по прогнозам гендиректора компании Владислава Мартынова.
В 2019 году производитель YotaPhone признан банкротом (Верховный суд Каймановых островов признал банкротом компанию Yota Devices — головную структуру производителя смартфонов YotaPhone), задолжавшим 1 млн долл.

## Продажи
В декабре 2013 года смартфон поступил в продажу в России и в некоторых странах Европы, стоимость его составила 19 990 руб. или 499 евро. За первые 3 недели было продано более 10 000 YotaPhone.
В марте 2014 года YotaPhone начали продавать в Великобритании за 419 фунтов.
В середине мая смартфон поступил в продажу в Объединенных Арабских Эмиратах по цене 2199 дирхамов.
Всего на май 2014 года было продано около 40 000 смартфонов.
В начале декабря 2014 года стартовали продажи аппарата следующего поколения YotaPhone 2 по цене 32 990 руб. С 23 декабря 2014 года цена YotaPhone 2 была повышена на 21 % до 39 990 руб в связи с девальвацией рубля в России.
К марту 2016 года цена на YotaPhone 2 составляла 20 437 рублей (по курсу евро 72,99 руб.), к декабрю 2016 года цена составляла 18 200 рублей (по курсу евро 65 руб.).

## Технические данные
Смартфон предназначен для работы в сетях LTE. Он снабжён двумя 4,3-дюймовыми экранами. Экраны расположены с разных сторон смартфона, в заднем экране используются электронные чернила, практически не расходующие электроэнергию. LCD-экран с разрешением 1280х720 пикселей, разрешение экрана E-ink 640x360. Двухъядерный процессор Qualcomm Snapdragon S4 с тактовой частотой 1,7 ГГц. 2 ГБ оперативной и 32/64 ГБ встроенной памяти (без поддержки microSD). 12-мегапиксельная основная и HD-фронтальная камеры, аккумулятор ёмкостью 1800 мАч, модули Wi-Fi, Bluetooth. Спутниковая навигация GPS/A-GPS/ГЛОНАСС. Google Android в качестве операционной системы. SIM-карта формата «микро». В аппарате установлены датчики: акселерометр, гироскоп, электронный компас, датчик приближения, датчик освещения. Также есть поддержка FM-радио. Для поддержки специализированных жестов у YotaPhone есть дополнительные сенсорные зоны. Дополнительные сенсорные зоны на лицевой стороне аппарата располагаются выше и ниже экрана. Сенсорная зона на обратной стороне телефона расположена под экраном, сделанным на основе технологии Электронная бумага.

## Награды
В январе 2013 года YotaPhone получил награду CNET Best of CES на выставке в Лас-Вегасе.
В 2013 году смартфон был удостоен высшей награды «Золотой Лев» в категории «Инновации» на международном фестивале рекламы «Каннские львы».

## Дальнейшее развитие
- YotaPhone 2 — в феврале 2014 года Yota Devices анонсировала смартфон второго поколения. В отличие от первой модели, у нового YotaPhone оба экрана являются сенсорными.
- YotaPhone 3 — третье поколение смартфона.

## Критика
По словам аналитика ИФК «Метрополь» Сергея Либина, заявление Сергея Чемезова в 2010 году на встрече с Дмитрием Медведевым об ожидаемом переносе сборки с Тайваня в Россию выглядит популистским: «Даже если Yota удастся создать качественный смартфон, сборка в России сделает его неконкурентным по цене с предложениями иностранных производителей, которые все „железо“ производят в Юго-Восточной Азии, где дешёвая рабочая сила». Он также заметил, что даже в этом случае одного года для такого переноса будет недостаточно.
Главный редактор сайта Mobile-review.com Эльдар Муртазин первоначально считал, что «говорить о том, что это российский телефон — нельзя», так как по его мнению этот смартфон не имеет к России практически никакого отношения. Затем, после знакомства с прототипами, он изменил своё мнение .:
Этот продукт в полной мере можно назвать российской разработкой, впервые за долгое время. Наш дизайн, концепция и идея, которые доработаны до ума и доведены до «живого» состояния. Восторг у меня вызывает именно этот факт, прототипы доведены до стадии, когда ими можно пользоваться, и это случилось впервые для российской компании.